# Семафорска сигнализација
Семафорска сигнализација је слање порука на даљину коришћењем сигналних заставица. Настала је давне 1803. године и у данашње време се најчешће назива „Семафор“. Године 1933. је међународно кодирана и тако постала опште признати метод оптичког сигнализирања на краћим удаљеностима. Уз помоћ двогледа, у добрим условима видљивости, споразумевање семафором је могуће на удаљеностима до три километра.

## Извиђачи
Извиђачи често користе овај систем преношења порука, нарочито на такмичењима. Најчешће се шаље порука која садржи 30 карактера од којих обавезно два броја. Други често коришћени метод је релејно слање порука, где се порука преноси од примарног пошиљаоца ка крајњем примаоцу преко помоћних прималаца/пошиљалаца - релеја.

## Димензије заставица
Саме заставице су димензија 40 x 40 cm, док је палица дужине око 60 cm. Платно је најчешће двобојно, подељено по дијагонали на део беле боје и део црвене боје, мада ово није једина комбинација боја. Боје зависе од места са ког се шаље порука и од временских услова (нпр., ако је у питању пољана или ако је у позадини пошиљаоца шума, комбинација је црвено-бела, ако су у позадини пошиљаоца стене или је магловито време, комбинација је плаво-жута, где је платно састављено из четири квадрата у шаховском распореду. 

## Начин слања порука
Приликом слања поруке, потребно је заузети добар положај како би прималац поруке јасно видео пошиљаоца. Пошиљалац поруке заузима раскорачни став, стопала су у ширини рамена. Почетак и крај поруке сигнализира се кружним покретима обе руке (три пута). Ради лакшег споразумевања, речи (а и слова) се одвајају тако што се заставице укрсте у положају када су руке спуштене. На овакав начин се могу слати слова и бројеви, с` тим што се бројеви шаљу цифру по цифру на следећи начин:
1. свака цифра се шаље као комбинација „двојки“ и „јединица“ тј. „ударцима“ две или једном заставицом (увек оном која је у десној руци). Нпр., уколико шаљемо цифру 5, послаћемо је као „двојка"+"двојка"+"јединица“ јер је 5=2+2+1;
2. цифра „нула“ се шаље кружним покретом заставице, као да пишете цифру у ваздуху. Уколико број садржи више од једне нуле (нпр. две) за њихово исписивање користите обе заставице истовремено. Нпр., број 100 има две нуле и шаље се као „јединица“ и две нуле а број 1000 има три нуле и шаље се као „јединица"+две нуле+нула.

Ово није једини начин слања бројева. Користи се и метод слања бројева који подсећа на распоред сати на часовнику.O
Слова специфична за наш језик се шаљу на следећи начин:
1. Ћ(Ć) се шаље исто као Ц(C), с` тим што се десном руком „удари једном“ у ваздух да би се нагласила разлика у односу на Ц(C);
2. Ч(Č) се шаље исто као Ц(C), с` тим што се десном руком „удари два пута“ у ваздух да би се нагласила разлика у односу на Ц(C);
3. Ђ(Đ) се шаље исто као Д(D), с` тим што се десном руком „удари једном“ у ваздух да би се нагласила разлика у односу на Д(D);
4. Џ(Dž) се шаље исто као Д(D), с` тим што се десном руком „удари два пута“ у ваздух да би се нагласила разлика у односу на Д(D);
5. Љ(Lj) се шаље исто као Л(L), с` тим што се обема рукама „удари једном“ у ваздух да би се нагласила разлика у односу на Л(L);
6. Њ(Nj) се шаље исто као Н(N), с` тим што се обема рукама „удари једном“ у ваздух да би се нагласила разлика у односу на Н(N);
7. Ш(Š) се шаље исто као С(S), с` тим што се обема рукама „удари једном“ у ваздух да би се нагласила разлика у односу на С(S);
8. Ж(Ž) се шаље исто као З(Z), с` тим што се обема рукама „удари једном“ у ваздух да би се нагласила разлика у односу на З(Z).